# Lauro Montenegro
El Teniente coronel Lauro Montenegro Castro fue un militar liberal mexicano. Nació el 10 de septiembre de 1843, en Guaymas, Sonora, siendo hijo de José Guadalupe Montenegro y de Dolores Castro. 

## Carrera militar
Se enroló en el ejército con sólo 14 años a las órdenes del Gral. Francisco Gutiérrez García, quién era el jefe político y militar del Cantón de Autlán en 1858. Durante la Guerra de Reforma participó en la derrota de la Batalla de Atenquique. Durante la Segunda intervención francesa en México participó con el grado de Teniente en la Batalla de Las Cumbres y posteriormente en la Batalla de Puebla, ya con el grado de Capitán. Por sus acciones en la batalla del 5 de mayo se le concedió el grado de Comandante de Batallón. Ese mismo año participó en la Batalla de Barranca Seca, donde fue hecho prisionero. Fue llevado a pie a Orizaba, donde estuvo algún tiempo en la cárcel de la misma ciudad. Logró fugarse de dicha cárcel y caminando a pie se presentó al general Jesús González Ortega en Puebla. Tomó parte en el Sitio de Puebla, donde perdió una pierna en el ataque del Carmen. Cuando se rindió la plaza, cayó nuevamente prisionero, pero atendiendo a su juventud y a estar mutilado, el Mariscal Frédéric Forey le concedió la libertad. Se trasladó al sur de Jalisco donde tenía familia, y ahí se puso a las órdenes del general José María Arteaga Magallanes, quién lo nombró teniente coronel, y jefe de una guerrilla que operase en Sayula y sus alrededores. 

## Muerte
En septiembre de 1863 su hermano el coronel José María Montenegro fue asesinado por su tropa para robar más de 200 mil pesos en oro que transportaba con rumbo a Manzanillo. Dos años después de este hecho, el 14 de enero de 1865, el teniente coronel Lauro Montenegro fue hecho prisionero en el pueblo de Tepec, Amacueca, por el Coronel Luciano Hurtado, quién lo trasladó ese mismo día a Techaluta. Ese mismo día escribió una carta de despedida a su padre: "Sor. D. J. Guadalupe Montenegro. Techaluta enero 14 de 1865. Apreciable papá: Me alegraré que al recibir esta te halles sin novedad en unión de toda la familia, yo en este momento boy a ser pasado por las armas después de una sorpresa que me dieron. Tu hijo. L. Montenegro." Fue fusilado ese mismo día. El Cura Isidro Ibarra asentó que se negó a recibir los santos sacramentos y murió blasfemando. Su cadáver fue despojado de la ropa y dejado sin inhumación hasta que pobladores lo sepultaron en el cementerio del pueblo. En su honor existe el municipio de Techaluta de Montenegro.